# Staufenmauer

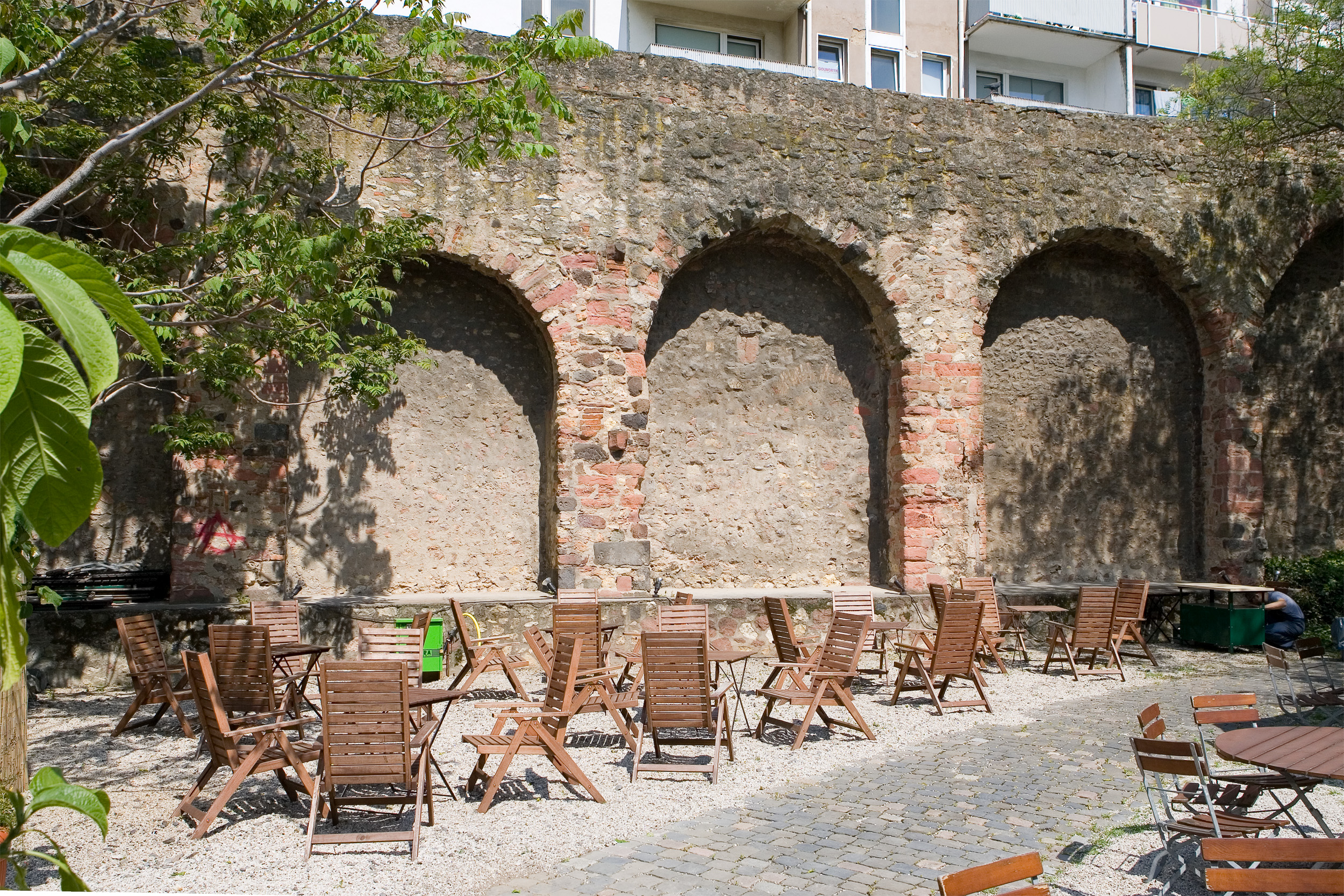
Reste der Staufenmauer an der Fahrgasse

Die Staufenmauer ist eine alte Stadtmauer in Frankfurt am Main, von der geringe Reste erhalten sind.

## Geschichte

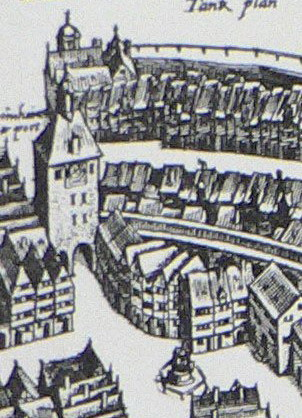
Die Bornheimer Pforte 1628. Der Platz am oberen Rand ist die heutige Konstablerwache, das Mauerstück rechts der erhaltene Abschnitt. Rechts unten das Einhornplätzchen.

Sie wurde unter den Staufern (1138–1254) um 1180 errichtet, um die Stadt vor Überfällen zu schützen, und umschloss in etwa die heutige Frankfurter Altstadt. Auf der ungefähr sieben Meter hohen und zwei bis drei Meter dicken Mauer aus Bruchsteinen verlief ein Wehrgang, zur Außenseite war ein trockener Graben vorgelagert. Sie hatte nur drei Tore, von West nach Ost die Guldenpforte am westlichen Ende der Weißfrauengasse, die Bockenheimer Pforte (später Katharinenpforte genannt) zwischen Holz- und Hirschgraben und die Bornheimer Pforte am nördlichsten Punkt der Fahrgasse. Die Mainzer Pforte in der Alten Mainzer Gasse am südwestlichen Ende der Staufenmauer bildete den Übergang zum mit der Mainmauer befestigten Flussufer.
Der ursprüngliche Verlauf ist in den heutigen Straßenzügen Großer Hirschgraben, Kleiner Hirschgraben, Holzgraben und Fahrgasse/An der Staufenmauer (früher: Börnestraße) noch teilweise erkennbar.
1333 erhielt die Stadt von Kaiser Ludwig dem Bayern die Erlaubnis zur Stadterweiterung. Bis Mitte des 15. Jahrhunderts wurde die dadurch entstandene Neustadt nach und nach mit einer neuen Mauer umfasst. Die alte Staufenmauer wurde zunächst weiterhin unterhalten, so dass man nur durch ihre Pforten von der Altstadt in die Neustadt wechseln konnte. Um 1350 erhielt sie sogar zur Verstärkung zwei starke Wehrtürme, den Fronhofturm am Dominikanerkloster und den nördlich davon gelegenen Mönchsturm. Der Straßenname Zeil weist noch heute auf die Stadtmauer hin, weil diese im 14. Jahrhundert in der Neustadt angelegte Straße bis Ende des 16. Jahrhunderts nur auf der Nordseite bebaut war. An ihrer Südseite befand sich der Graben der Staufenmauer.
Ab 1462 mussten sich die Frankfurter Juden in der Judengasse ansiedeln, die unmittelbar außerhalb der Staufenmauer an ihrem nordöstlichen Teil verlief. Bis ins 16. Jahrhundert wurden die Tore der Pforten in der Staufenmauer nachts geschlossen, so dass nachts kein Verkehr zwischen der Altstadt und der Neustadt möglich war.

## Bornheimer Pforte
Die Bornheimer Pforte, bis ins 15. Jahrhundert eine Doppelpforte, hatte einen viereckigen Turm mit steilem Schiefer-Walmdach. Nachdem sie ihren ursprünglichen Verteidigungszweck durch die Stadterweiterung verloren hatte, wurde 1433 ein Gefängnis im Turm eingerichtet. 1603 erhielt der Turm auf Bitten der Nachbarschaft eine Uhr mit Glocke.
Im Großen Christenbrand 1719 im Stadtviertel entlang der Töngesgasse und Fahrgasse brannte auch die Bornheimer Pforte aus, blieb aber stehen. 1765 beschwerte sich die Nachbarschaft über die Baufälligkeit des Turmes, weil sie seinen Einsturz befürchtete. Deshalb entschied der Rat der Stadt am 21. Februar 1765, die Pforte alsbald abreißen zu lassen. Die Uhr kam 1778 auf den Turm des Zeughauses an der Konstablerwache, die Glocke 1776 als Notbehelf an die gerade abgebrannte Bornheimer Kirche.

## Katharinenpforte

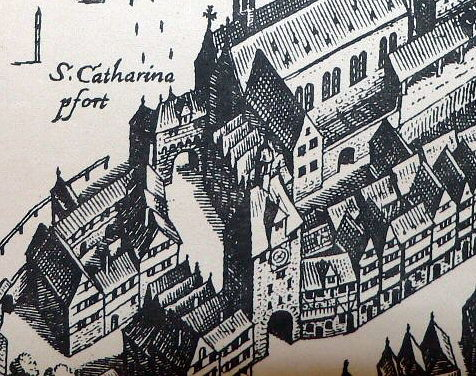
Die Bockenheimer oder Katharinenpforte 1628. Die Freifläche links oben ist der heutige Platz an der Hauptwache.

Die Bockenheimer Pforte war eine Doppelpforte mit einem äußeren Tor und einem starken, viereckigen Turm mit steilem Schieferwalmdach, Erker und Laterne. Seit dem 15. Jahrhundert hieß das Tor Katharinenpforte nach der benachbarten, 1354 von Wicker Frosch gestifteten Katharinenkirche. Nach einem Brand 1690 diente der wiederhergestellte Turm als städtisches Gefängnis. Die bekannteste Gefangene dürfte Susanna Margaretha Brandt gewesen sein, das historische Vorbild für Goethes Gretchen, die die letzten Tage vor ihrer Hinrichtung am 14. Januar 1772 hier verbrachte.
1784 wurde der Turm erneut durch Brand beschädigt und gegen den Protest der Nachbarschaft, die das Verkehrshindernis gerne beseitigt hätte, für mehrere tausend Gulden als Gefängnis wiederhergestellt. Erst im Mai/Juni 1790 wurde der Turm abgetragen und das Abbruchmaterial für den Neubau der Barfüßerkirche verwendet.

## Verbleib der Mauer

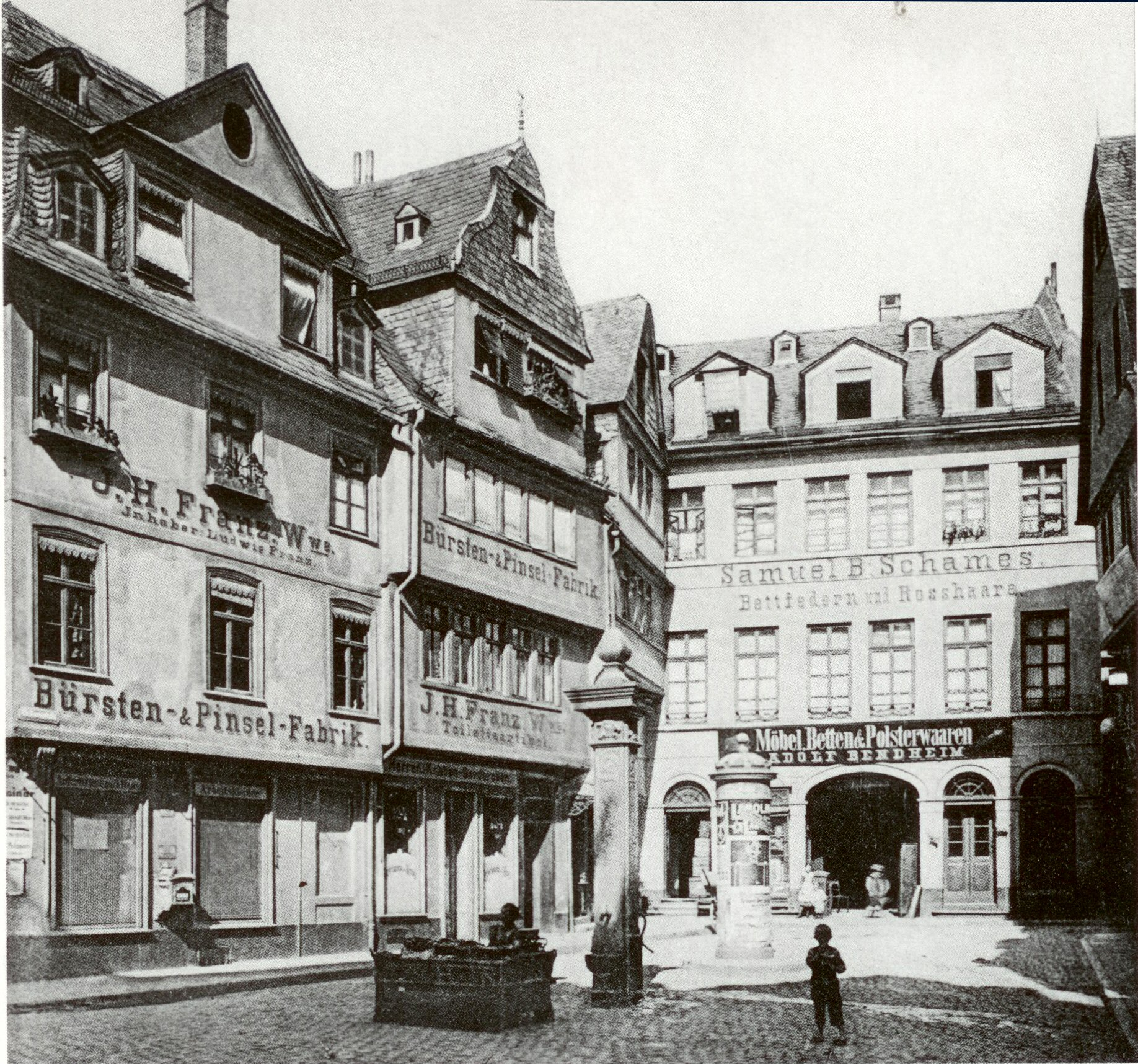
Einhornplätzchen mit dem Geburtshaus von Adam Elsheimer

Ab 1582 wurde die Staufenmauer nach und nach geschleift, zunächst im Westen entlang des Großen Hirschgrabens und des Holzgrabens. 1589/90 wurde der Turm der Guldenpforte niedergelegt. Im östlichen Teil blieb die Staufenmauer dagegen lange erhalten. Beim Großen Judenbrand 1711 im Ghetto wurde der Mauerabschnitt zwischen der Bornheimer Pforte und dem Dominikanerkloster schwer beschädigt. Der Rat zwang die verarmte jüdische Gemeinde, den beschädigten Mauerabschnitt von 15 Blendbögen auf eigene Kosten abreißen und 36 Schuh hoch wieder neu aufmauern zu lassen, obwohl die Staufenmauer längst keinen militärischen Wert mehr hatte. Sie diente den hier befindlichen Häusern als Brandmauer. Nach den Luftangriffen 1944 kamen die erhaltenen Bögen wieder zum Vorschein.
Ein weiterer Rest der Staufenmauer ist noch an der Westseite der Liebfrauenkirche zu sehen, deren Kirchturm ursprünglich ein Turm der staufischen Stadtmauer war.
Im Haus Nummer 120 am Einhornplätzchen an der Fahrgasse, das ebenfalls mit der Rückseite an die Staufenmauer grenzte, wurde am 18. März 1578 der Maler Adam Elsheimer geboren. Auf dem um 1900 entstandenen historischen Foto befindet sich dieses Haus hinten links in der Ecke. Die Perspektive ist fast dieselbe wie auf dem ersten Bild, das die heutige Ansicht zeigt.